# Un señor muy viejo con unas alas enormes (cuento)
Un señor muy viejo con unas alas enormes es un cuento de 1968 del escritor colombiano Gabriel García Márquez. Es  el primer cuento más conocido del autor. Se trata de un cuento de fantasía, humor y sátira, y uno de los más conocidos del Nobel de Literatura colombiano, publicado en "La increíble y triste historia de la cándida Eréndira y de su abuela desalmada".

## Argumento
El cuento relata el pobre estado de un ser alado muy viejo, el cual suponen era un ángel. Durante una tormenta, es encontrado en el patio de una casa. Los propietarios de la casa, Pelayo y Elisenda, abusan, en cierta forma, de la paciencia de este ser increíble, y lo llevan a un gallinero. Llegan a tratarlo como a una atracción de circo. 
El visitante causa entre todos un gran revuelo; se forman largas filas de curiosos que pagan cinco centavos por verlo. Los visitantes que observan el espectáculo creen que mediante la realización de milagros que esperan de un ángel les pueda resolver sus vidas. 
Sin embargo, la aparición de un nuevo fenómeno, una mujer con cuerpo de araña, hace que todo el mundo pierda el interés en el ángel, el cual sobrevive deambulando por el patio de la casa.

## Personajes
- Pelayo
- El Ángel
- La vecina sabia
- Padre Gonzaga
- El niño
- Mujer araña
- Turistas
- Elisenda (mujer de Pelayo)

## Adaptaciones
- Al tercer día de lluvia, adaptación al ballet con coreografía de Humberto González Toledo. Fue estrenado en el Gran Teatro de La Habana por el Ballet Nacional de Cuba en el año 1984, durante el Festival Internacional de Ballet de La Habana. Ese mismo año fue parte del repertorio de una gira que efectuaría el BNC por Grecia y Turquía. Posteriormente, fue presentado en Managua (Nicaragua), en el Teatro Rubén Darío.[cita requerida]
- En 1990, los estudios Belarusfilm[2] rodaron una adaptación en película de animación, dirigida por Oleg Bieloúchov, con el mismo título del cuento de García Márquez (en ruso, Очень старый человек с огромными крыльями).[3]

- En 1988, la película cubana homónima dirigida por Fernando Birri[4] con el tema de un niño que encuentra un ángel en el galpón de su nueva casa cuando su hermana está enferma.

- El videoclip musical de «Losing My Religion» (1991) del grupo norteamericano R.E.M. se basa en parte en esta obra de Márquez.[5]